# نیفیدیپین
نیفدیپین (به انگلیسی: NIFEDIPIN)
رده درمانی: مسدودکننده کانال کلسیمی .
اشکال دارویی: قرص، کپسول

## موارد مصرف
نیفدیپین برای درمان پرفشاری خون، آنژین صدری، نارسایی احتقانی قلب، پدیده رینود و نیز جلوگیری از سردردهای میگرنی تجویز می‌شود.

## مکانیسم اثر
این دارو از طریق مسدود کردن کانال ورود کلسیم به داخل سلول‌ها عمل می‌کند؛ به همین علت آن را یک داروی مسدودکننده کانال کلسیمی می‌نامند. این خاصیت مسدودکنندگی باعث می‌شود تا مقدار کلسیم در سلول‌های قلبی و رگ‌های خونی کاهش یابد که موجب کاهش قدرت ضربان قلب و گشادی عروق (رگ‌ها) می‌شود. بنابراین فشارخون پایین می‌آید، جریان خون افزایش می‌یابد و بار کاری قلب کاهش پیدا می‌کند.

## عوارض جانبی
درد قفسه سینه، تنگی نفس یا خس خس سینه، سرگیجه یا سیاهی رفتن چشم پس از برخاستن از حالت خوابیده یا نشسته؛ تورم دست‌ها و پاها یا افزایش وزن ناگهانی؛ خشکی دهان؛ بثورات جلدی، تپش قلب، سردرد، خستگی، برافروختگی و احساس گرمی، تهوع و اسهال.